# Eurhynchium arbuscula
Eurhynchium arbuscula är en bladmossart som beskrevs av Brotherus 1909. Eurhynchium arbuscula ingår i släktet sprötmossor, och familjen Brachytheciaceae. Inga underarter finns listade i Catalogue of Life.